# Goleam Izvor, Haskovo
Goleam Izvor (în bulgară Голям Извор) este un sat în comuna Stambolovo, regiunea Haskovo,  Bulgaria. 

## Demografie
Componența etnică a satului Goleam Izvor
     Romi (79,17%)
     Turci (6,94%)
     Bulgari (12,59%)
     Nicio identificare (1,28%)
La recensământul din 2011, populația satului Goleam Izvor era de 389 locuitori. Din punct de vedere etnic, majoritatea locuitorilor (79,17%) erau romi, existând și minorități de bulgari (12,59%) și turci (6,94%). Pentru 1,28% din locuitori nu este cunoscută apartenența etnică.